# Fridley
Fridley – miasto w Stanach Zjednoczonych, w stanie Minnesota, w hrabstwie Anoka.